# 화성초등학교 (강원)
화성초등학교는 대한민국 강원특별자치도 횡성군 갑천면 구방리에 있었던 공립 초등학교이다.

## 연혁
- 1946.11.12 화성국민학교로 인가
- 1991.02.19 제 42회 졸업식
- 1996.03.01 화성초등학교로 개칭
- 1997.03.01 화성초등학교 폐교